# Raková (okres Rokycany)
Raková je obec v okrese Rokycany v Plzeňském kraji. Leží při jihozápadním úpatí vrchu Kotel (575 m) necelých pět kilometrů jižně od Rokycan. Žije v ní 232 obyvatel.

## Historie
První písemná zmínka o obci pochází z roku 1319.

## Obyvatelstvo
| Rok            | 1869 | 1880 | 1890 | 1900 | 1910 | 1921 | 1930 | 1950 | 1961 | 1970 | 1980 | 1991 | 2001 | 2011 | 2021 |
| -------------- | ---- | ---- | ---- | ---- | ---- | ---- | ---- | ---- | ---- | ---- | ---- | ---- | ---- | ---- | ---- |
| Počet obyvatel | 285  | 291  | 253  | 251  | 285  | 275  | 290  | 229  | 248  | 219  | 185  | 153  | 167  | 229  | 243  |
| Počet domů     | 37   | 37   | 37   | 37   | 43   | 45   | 52   | 62   | 62   | 60   | 56   | 63   | 72   | 78   | 89   |

## Obecní správa
Mezi lety 1869–1979 Raková byla obcí v okrese Plzeň (1869–1890) a později v okrese Rokycany. Od 1. ledna 1980 do 31. srpna 1990 patřila jako část obce k Veselé a od 1. září 1990 je opět samostatnou obcí.

### Obecní symboly
Znak a vlajka byly obci uděleny rozhodnutím předsedy Poslanecké sněmovny Parlamentu České republiky dne 21. června 2018.

## Pamětihodnosti
- Kaple na návsi, barokní z první poloviny devatenáctého století
- Pomník padlým v první světové válce
- Kříž při rozcestí v severní části obce
- Dub u Humlů, památný strom na zahradě u čp. 26